# Atanasios Wuros
Atanasios Wuros (gr. Αθανάσιος Βούρος) – grecki szermierz. Brał udział w Letnich Igrzyskach Olimpijskich 1896 w Atenach.
Wuros startował w konkurencji floretu. Zajął drugie z czterech miejsc w swojej grupie wstępnej po wygraniu meczu z Jeorjosem Walakakisem, przegranej z Eugène-Henri Gravelottem i wygranej walkowerem z Konstantinosem Komninosem-Miliotisem. Ponieważ wygrał tylko jeden faktyczny pojedynek, uznano, że Wuros zajął czwarte miejsce za Periklesem Pierrakosem-Mavromichalisem, który zajął drugie miejsce w swojej grupie wstępnej, ale wygrał dwa pojedynki bez walkowerów.